# 喬恩·巴斯
喬納森·大衛·巴斯（英語：Jonathan David Bass，1976年7月1日—）是一名英國前職業足球員，場上司職邊後衛。
1994年，巴斯以實習生身分在伯明翰城開始自己的職業生涯。他在1996年藍軍對列斯聯的聯賽盃半決賽中出場。在1997－98賽季，巴斯是伯明翰的先發右後衛，但在賽季結束時，他的位置被傑瑞·吉爾取代。隨後在1998年8月從德比郡簽下加利·路維特，使巴斯的地位進一步下降。
在接下來的三年中，巴斯只為伯明翰零星出場，並在2000年租借到吉林汉姆。在2000－01賽季結束時，他被解除合約，為伯明翰在聯賽中出場68次。
隨後，巴斯曾在哈特普爾聯、馬來西亞斯里彭亨和布里斯托爾流浪者效力。在2005－06賽季末被布里斯托爾流浪者解約後，他離開職業賽場，成為家族企業的一名測量師，之後在2006年7月以兼職身分加入索爾茲伯里市。

## 外部連結
- 足球資料庫：喬恩·巴斯的球員統計數據 （页面存档备份，存于）
- 俱樂部網站上的資料